# Muhammad Sulajman
Muhammad Ahmad Sulajman, Mohammed Ahmed Suleiman (arab. محمد أحمد سليمان; ur. 23 listopada 1969) – katarski lekkoatleta, średnio- i długodystansowiec, medalista olimpijski z 1992.
Pochodzi z Somalii, z tego samego plemienia, co Abdi Bile, Abdihakem Abdirahman i Mohamed Farah, ale od młodości startował jako reprezentant Kataru.
Specjalizował się w biegach na 1500 metrów i na 5000 metrów. Jego największym sukcesem jest brązowy medal w biegu na 1500 metrów na igrzyskach olimpijskich w 1992 w Barcelonie. Był to pierwszy medal olimpijski zdobyty przez sportowca z Kataru. Miesiąc później Muhammad Sulajman (reprezentując Azję) zwyciężył na tym samym dystansie w Pucharze Świata w 1992 w Hawanie.

## Osiągnięcia
Zdobył srebrny medal na 1500 metrów na mistrzostwach Azji juniorów w 1986 w Dżakarcie. Zajął 3. miejsce na tym dystansie na igrzyskach azjatyckich w 1986 w Seulu. Na mistrzostwach świata juniorów w 1988 w Greater Sudbury zajął w tej konkurencji 7. miejsce, a na mistrzostwach Azji juniorów w 1988 w Singapurze zwyciężył. Wystąpił w biegu na 1500 metrów na igrzyskach olimpijskich w 1988 w Seulu, ale odpadł w przedbiegach. Zdobył brązowy medal na w biegu na 1500 metrów oraz w biegu na 3000 metrów z przeszkodami na mistrzostwach Azji w 1989 w Nowym Delhi.
Na igrzyskach azjatyckich w 1990 w Pekinie zwyciężył zarówno w biegu na 1500 metrów, jak i na 5000 metrów. Na mistrzostwach Azji w 1991 w Kuala Lumpur również zdobył złote medale w obu tych konkurencjach. Na mistrzostwach świata w 1991 w Tokio zajął 9. miejsce w finale biegu na 1500 m.
Zdobył brązowy medal w biegu na 1500 metrów na igrzyskach olimpijskich w 1992 w Barcelonie, gdzie uplasował się za reprezentantem gospodarzy Fermínem Cacho i Marokańczykiem Raszidem al-Basirem. W tym samym roku zwyciężył na tym dystansie w Pucharze Świata w Hawanie. Na mistrzostwach świata w 1993 w Stuttgarcie zajął 4. miejsce w biegu na 1500 metrów. Zwyciężył na tym dystansie na igrzyskach azjatyckich w 1994 w Hiroszimie.
Na halowych mistrzostwach świata w 1995 w Barcelonie zajął 4. miejsce w biegu na 3000 metrów (dwa tygodnie wcześniej w Sztokholmie ustanowił wynikiem 7:45,69 halowy rekord Azji w tej konkurencji). Zwyciężył w biegu na 1500 metrów  oraz zajął 2. miejsce w biegu na 800 metrów na mistrzostwach Azji w 1995 w Dżakarcie. Zajął 7. miejsce na dłuższym z tych dystansów podczas mistrzostw świata w 1995 w Göteborgu. Był dziewiąty w finale tej konkurencji na igrzyskach olimpijskich w 1996 w Atlancie i szósty na mistrzostwach świata w 1997 w Atenach. Kilka dni po mistrzostwach w Atenach osiągnął swój rekord życiowy w biegu na 1500 metrów – podczas mityngu Weltklasse Zürich uzyskał czas 3:32,10, który był wówczas rekordem Kataru.
Zdobył złoty medal na 1500 metrów na mistrzostwach Azji w 1998 w Fukuoce, a także na 1500 metrów i na 5000 metrów na igrzyskach azjatyckich w 1998 w Bangkoku. Na mistrzostwach Azji w 2000 w Dżakarcie po raz czwarty zwyciężył na 1500 metrów, a także zdobył brązowy medal na 5000 metrów. Podczas mistrzostw świata w przełajach (2000) uplasował się na 119. pozycji w biegu na długim dystansie ze stratą ponad 5 minut do zwycięzcy – reprezentującego Belgię Mohammeda Mourhita. Wystąpił na igrzyskach olimpijskich w 2000 w Sydney, gdzie zajął 14. miejsce w biegu na 5000 metrów.
Bracia Sulajmana – Nasir i Abd ar-Rahman również startują w biegach na średnich dystansach; ten drugi został mistrzem Azji na 1500 metrów w 2002 roku.

## Rekordy życiowe
- bieg na 1000 metrów – 2:18,91 (28 lipca 1995, Lindau) były rekord Azji[13]
- bieg na 1500 metrów – 3:32,10 (13 sierpnia 1997, Zurych)
- bieg na milę – 3:51,12 (16 sierpnia 1995, Zurych) były rekord Azji[13]
- bieg na 2000 metrów – 4:55,57 (8 czerwca 1995, Rzym]
- bieg na 3000 metrów – 7:38,20 (27 sierpnia 1993, Berlin)
- bieg na 5000 metrów – 13:24,22 (8 sierpnia 2000, Heusden-Zolder)[13]